# Johann Christoph Sauer

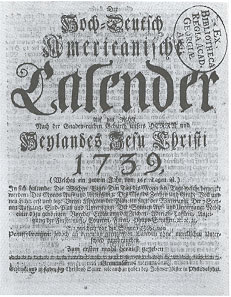
Eerste Sauer Almanak (1739)

Johann Christoph Sauer of in het Engels Christopher Sower (gedoopt 2 februari 1695 in Ladenburg - Germantown (Philadelphia), 25 september 1757) was de eerste Duitse boekdrukker in Noord-Amerika.

## Leven in Duitsland
Christoph Sauer werd geboren in 1695 in Ladenburg bij Heidelberg, als zoon van de gereformeerde predikant Johann Christian Sauer. Omstreeks 1701, zijn vader was toen al overleden, verhuisde hij als kind met zijn moeder naar Laasphe. Hij studeerde af aan een Duitse universiteit en studeerde geneeskunde aan de universiteit van Halle. Hij trouwde in 1720 met de weduwe Maria Christina. Het gezin woonde in het dorp Schwarzenau. Daar werd in 1721 hun enig kind Christoph geboren. In het dorp ontstond de Schwarzenauer Brüder-gemeente, opgericht door Alexander Mack, een bekende van Christoph Sauer.

## Het leven in Amerika
Toen de godsdienstvrijheid onder druk kwam te staan vertrokken veel gelovigen naar Amerika. In 1724 emigreerde ook het gezin Sauer naar Pennsylvania en ging wonen in het plaatsje Germantown, een noordelijke voorstad van Philadelphia. Sauer verdiende er de kost als kleermaker. Later werkte hij onder andere ook als horlogemaker en boekverkoper van christelijke literatuur. De bijbels en andere christelijke literatuur haalde hij uit Duitsland en verkocht die in Amerika.
In 1731 verliet Maria Christina hem en koos voor een celibatair leven in een klooster. Ze trad toe tot Johann Conrad Beissel's Zevendedagsbaptistengemeenschap in Ephrata: het Ephrata-klooster. In het klooster stond ze bekend als 'zuster Marcella' en werd uiteindelijk onderpriesteres van de gemeenschap. Ze keerde in november 1744 terug naar haar familie in Germantown en stierf acht jaar later op 14 december 1752.
Rond 1735 kwam Sauer op het idee om zelf drukker en uitgever te worden, zodat hij de literatuur niet uit Duitsland hoefde te laten komen. In 1738 begon hij met het drukken van almanakken, kalenders, boeken en kranten. De krant verscheen wekelijks als de Germantowner Zeitung (tot 1777). De inkt die nodig was maakte Sauer zelf en verkocht hij.
Sauer koos ervoor om alleen religieuze geschriften te drukken. In een brief schreef hij: "Mijn drukkerij, die klein begon, is toegewijd aan God en ik hoop dat er in mijn leven en dat van mijn zoon niets anders mag worden gedrukt dan wat kan zijn voor de eer van God of het natuurlijke of eeuwige welzijn van onze naaste, en wat niet is dat ik niet druk...mijn pers...maakt me meer blij als ik met weinig geld iets goeds voor de mensen kan brengen dan wanneer ik er zonder een goed geweten een grote winst uit zou maken."
Verschillende Duitse kerken in Amerika kwamen naar Sauer om hun zangboeken te laten drukken, waaronder Duitse baptisten en gereformeerden.
De grootste wens van Cristoph Sauer was om een bijbel te drukken. De kosten om een bijbels uit Duitsland te importeren waren hoog en niet te betalen voor de armere gezinnen. In 1743 publiceerde hij de eerste Duitstalige bijbel die in Noord-Amerika werd gedrukt (de eerste in een Europese taal). Alle pagina's werden met de hand gezet en vel voor vel gedrukt. Het droeg de titel "Biblia, Das ist: Die Heilige Schrift Alten und Neuen Testaments, Nach der Deutschen Übersetzung D. Martin Luther". (Bijbel: De Heilige Schrift van het Oude en Nieuwe Testament na de vertaling van Dr. Maarten Luther). Het zou nog veertig jaar duren voordat er een Engelstalige bijbel in Noord-Amerika zou verschijnen.
Sauer bleef actief als drukker tot aan zijn dood op 25 september 1758, maar geen van zijn andere publicaties had de impact van de 'Sauerbijbel'. De laatste werd opnieuw gepubliceerd in 1763 en opnieuw in 1776 door zijn zoon.